# قربان‌چی
قربان‌چی (به لاتین: Qurbançı) یک منطقه مسکونی در جمهوری آذربایجان است که در شهرستان قبوستان واقع شده است. قربان‌چی ۶۹۴ نفر جمعیت دارد.